# 노영심이 여는 세상
《노영심이 여는 세상》은 대한민국의 KBS에 방송됐던 예능 텔레비전 프로그램이다. 진행자는 노영심이다.

## 기획 의도
사회적 지명도가 있는 인물들의 맛과 멋을 아는 사람들과 함께 음식을 먹으며 그에 대한 이야기를 나누는 이색 음식 토크쇼 프로그램이다.

## 방송 일정
- KBS 2TV - 1996년 5월 21일 ~ 1996년 10월 8일 : 매주 화요일 밤 11시 ~ 11시 50분

## 에피소드 목록
- 1996년 5월 21일 : 김수환, 노희지, 양희은
- 1996년 5월 28일 : 송자
- 1996년 6월 4일 : 이창훈
- 1996년 7월 9일 : 이강숙
- 1996년 8월 13일 : 차범근
- 1996년 8월 20일 : 박성범 & 신은경
- 1996년 9월 10일 : 오웅진
- 1996년 10월 1일 : 하용수
- 1996년 10월 8일 : 강동석

## 참고 사항
- 1996년 5월 21일 첫방송 시작하여, 방송 5개월만에 가을 개편을 맞아, 10월 8일에 폐지하였다.

## 같이 보기
- 노영심
- 음식

| KBS 2TV 화요일 밤 11시 프로그램                  | KBS 2TV 화요일 밤 11시 프로그램                        | KBS 2TV 화요일 밤 11시 프로그램                                   |
| 이전 작품                                        | 작품명                                                 | 다음 작품                                                         |
| ------------------------------------------------ | ------------------------------------------------------ | ----------------------------------------------------------------- |
| 밤과 음악사이 (1996년 3월 5일 ~ 1996년 5월 16일) | 노영심이 여는 세상 (1996년 5월 21일 ~ 1996년 10월 8일) | 서세원의 화요스페셜, 서세원쇼 (1996년 10월 15일 ~ 2002년 8월 6일) |